# Lac Baker (Nunavut)
Pour les articles homonymes, voir Lac Baker.
Le lac Baker ou Qamani’tuaq en inuktitut (« là où la rivière s'élargit ») est un lac situé dans la région de Kivalliq au Nunavut (Canada). Il est alimenté à l'est par la rivière Thelon et au sud par la rivière Kazan.

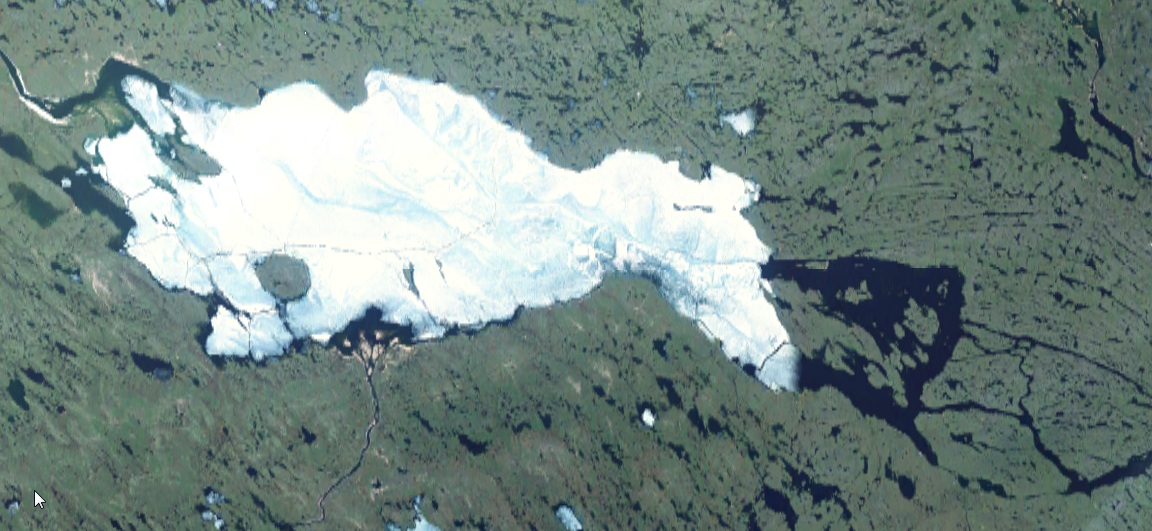
Vue satellite